# Leonid Ławrow
Leonid Siergiejewicz Ławrow, ros. Леонид Сергеевич Лавров, trans. Leonid Sergeevič Lavrov (ur. 20 sierpnia 1911 – zm. 4 grudnia 1992) – rosyjski zoolog, specjalista z zakresu hodowli bobrów, autor książki „Bobry palearktyki” oraz ponad 150 publikacji naukowych i popularnych. Poświęcił swoje życie badaniu, ochronie, hodowli i migracjom bobra europejskiego. Ławrow był pierwszym szefem rezerwatu w Woroneżu.